# Pedro Jaro
Pedro Luis Jaro Reguero (Madrid, 22 febbraio 1963) è un ex calciatore spagnolo, di ruolo portiere.

## Carriera

### Giocatore

#### Cadice
Iniziò a giocare nel Cadice nel 1982 e in quella stagione i gialloblu ottennero la promozione in Primera División.
La stagione 1983-1984 si concluse con la retrocessione del Cadice. All'ultima giornata di campionato, quando la retrocessione era ormai matematica, l'allenatore Benito Joanet diede a Jaro, che allora aveva 20 anni, l'opportunità di esordire nella partita contro il Maiorca, era il 29 aprile 1984, Jaro giocò per tutti i 90 minuti e la partita finì 1-1.
Nella stagione successiva fu il terzo portiere, dopo Claudio Silva Garcia e Andoni Cedrún, e il Cadice tornò in Primera División. Quindi si contese il posto da titolare con José Ramón Bermell.
Nella stagione 1985-1986, Jaro fu titolare; nella stagione successiva scese in campo solo tre volte mentre Bermell giocò 41 partite.
Nella stagione 1987-1988 tornò titolare e il Cadice concluse il campionato al dodicesimo posto, il miglior risultato della sua storia.

#### Málaga e Real Madrid
Nell'estate del 1988 passò al Málaga, un'altra squadra della Primera División.
Difese la porta degli andalusi per due stagioni giocando sempre da titolare e collezionando 71 presenze.
Le sue buone prestazioni non passarono inosservate e nel 1990 fu ingaggiato dal Real Madrid.
Al Real fu il vice di Paco Buyo e vinse due Supercoppe spagnole e una Coppa del Re.

#### Betis e Atlético Madrid
Nel 1994 passò al Real Betis.
Al termine della sua prima stagione con gli andalusi vinse il Trofeo Zamora, il premio assegnato ogni anno al miglior portiere della Liga tenendo conto del numero di gol subiti in base alle partite giocate.
Jaro giocò 38 partite e subì 25 gol.
L'unico portiere del Betis che aveva vinto questo premio era Joaquín Urquiaga, che lo aveva ottenuto nel 1935. Dal 1995 nessun altro portiere del Betis lo ha ricevuto.
Nella stagione 1995-1996 giocò 40 partite, in quella successiva perse il posto da titolare, che passò a Toni Prats, ma scese in campo nella finale di Coppa del Re persa contro il Barcellona per 3-2 a Madrid.
Al termine della stagione lasciò il Betis passò all'Atlético Madrid, dove restò per due stagioni come sostituto di José Francisco Molina.
Con i Colchoneros giocò soltanto tre partite, prima di ritirarsi nel 1999.

### Dopo il ritiro
Dopo il ritiro ha lavorato come allenatore dei portieri del Real Madrid.
Dal 2010 la 2014 ha fatto parte dello staff di Juande Ramos, come allenatore dei portieri della squadra ucraina del Dnipro Dnipropetrovs'k.
Dal 15 luglio 2016 entra a far parte dello staff tecnico della nazionale Ucraina guidato dall'allenatore Andriy Shevchenko, come allenatore dei portieri.

## Palmarès

### Club

#### Competizioni nazionali
- Supercoppa di Spagna: 2

Real Madrid: 1990, 1993
- Coppa di Spagna: 1

Real Madrid: 1992-1993

### Individuale
- Trofeo Zamora: 1

1995